# 越後薬草
株式会社越後薬草（えちごやくそう）は、新潟県上越市にある健康食品および酒類のメーカーである。主力商品は野草を原料とする酵素飲料であり、その他にもジン「THE HERBALIST YASO」やキムチ「まいキムチ」などを製造・販売している。

## 沿革
越後薬草は1976年8月に新潟県西頸城郡能生町（現糸魚川市）筒石で塚田久志によって創業された。創業者の塚田久志はもともと遠洋漁業に従事していたが、地元である上越地域の特産物を手掛ける仕事をしたいと考えていた。そこで地元特産のヨモギと清酒生産の副産物として発生する酒粕を活かし、ヨモギの食物繊維と酒粕を混ぜて発酵させた家畜用飼料の生産に乗り出した。これは家畜用飼料に1%程度混ぜ合わせて使用するもので、家畜の健康増進や排泄物の臭気低減、肉質の改善に効果があったという。1980年8月に有限会社越後薬草として法人化し、1982年7月に株式会社化した。事業が軌道に乗ってきたことから1982年頃から本格的な酵素づくりの研究に着手し、1986年時点の売上高はおよそ1.5億円に及んだ。1985年の秋にはヨモギ茶の販売に乗り出し、植物発酵エキスや健康食品など、次第に健康・美容関連商品の展開を広げていった。2016年時点では主力商品は酵素ドリンクとなっている。
製品の8割から9割がOEM製品であることから自社ブランドでの商品開発を進めていたところ、酵素の発酵過程で年間数十トンものアルコールが生じることに着目し、焼酎づくりのため2018年に減圧蒸留器を導入した。なお、製造過程で生じるアルコールは従来は空気中に揮発させていた。しかし2019年2月に創業者の塚田久志が死亡し、息子の塚田和志が跡を継いだ。跡を継いだ和志は当初、大手酒造会社に原料用アルコールとして販売する道を模索したが、購入してくれる企業は見つからなかった。そんな中、和志はこの頃日本国内でクラフトジンの製造参入が相次いでいたことに着目した。ジンはスピリッツと植物を蒸留して作られる酒であるため、野草製品を主力事業としている越後薬草と親和性が高いと考えたのである。九州の酒造会社をアドバイザー役として迎え、300 – 400種類のジンを飲んで研究し、2020年1月にスピリッツ製造免許を取得、久志の命日である2020年2月13日に103種類の素材を使ったクラフトジン「YASO GIN」を初めて発売した。新潟県内でクラフトジンが作られたのはこれが初めてであった。製品のラベルには原料の数をイメージした80本のラインがあしらわれており、花瓶のようなデザインが特徴である。2021年にはアルビレックス新潟のオフィシャルパートナーになっている。2022年10月には新潟県上越市に越後薬草蒸留所を設立し、ブランド名を「THE HERBALIST YASO」に変更した。2023年7月にはジンを提供するバー「越後薬草蒸留所 CRAFT GIN STAND」を表参道に開店した。

## 事業

### 酵素
越後薬草の主力製品は80種類の植物を発酵させた酵素ドリンク「株式会社越後薬草の酵素」であり、商品の8割から9割はOEM製品である。上越地域は全国有数のヨモギの生産地であるほか、夏は高温多湿、冬は低温多湿という発酵に適した気候であり、陶製のかめで1年かけて発酵を行っている。発酵時の温度調整はあえて行っていない。酵素の美容効果に注目が集まっていることから、販売先として美容整形外科や皮膚科での採用が進んでいる。

### キムチ
キムチの製造事業を手掛けており、「まいキムチ」の商品名で製造・販売を行っている。キムチ工場は2013年10月に新設されている。

### 酒類
スピリッツとジンのブランド「YASO」を展開している。80種類の原料から製造したスピリッツを商品のベースとしており、製品名の「YASO」は「野草」と「八十」が由来となっている。

#### 越後薬草蒸留所
| ハイブリッド式蒸留器。主にベーススピリッツの精留に用いられる。 |  | ドイツ製のハイブリッド式蒸留器。主にボタニカルの香り付けに用いられる。 |
| ハイブリッド式蒸留器。主にベーススピリッツの精留に用いられる。 |  | ドイツ製のハイブリッド式蒸留器。主にボタニカルの香り付けに用いられる。 |

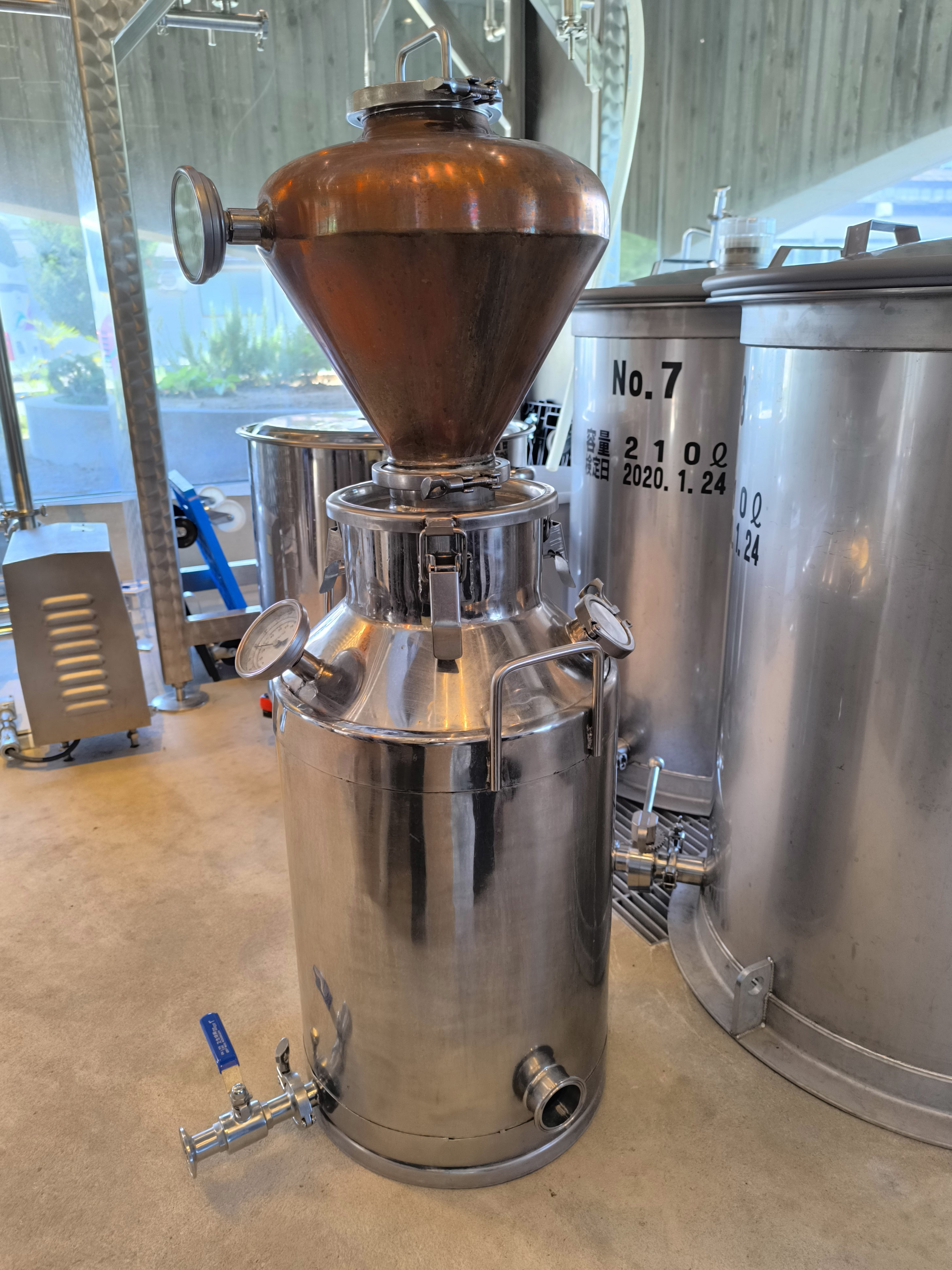
小型の蒸留器

越後薬草蒸留所は2022年10月に新潟県上越市に設立された。内装は美術館をイメージしており、1階を生産エリア、2階にアート作品を展示、3階をテイスティングができるラボフロアとしている。
ジンづくりの基本となるベーススピリッツは自社で製造しており、80種類の野草類を減圧蒸留器で蒸留し、出来上がったスピリッツをハイブリッド蒸留器で再度蒸留して雑味を削ぎ落とすことで製造している。このベーススピリッツは「YASO SPIRITS」という商品名で販売もされている。ベーススピリッツをボタニカルと共にドイツ製のハイブリッド式蒸留器で再蒸留することでジンが造られている。ボタニカルの抽出には様々な方法が採用されており、ベーススピリッツの蒸留に使う減圧蒸留器が使われることもあれば、特定のボタニカルのみを個別で蒸留したり、繊細なボタニカルにはヴェイパー・インフュージョン方式を使ったりと、素材ごとに最適な方式を採用している。
循環型蒸留所を標榜しており、製造工程で使用した植物は農業用肥料に加工し、その肥料を原料となる植物の生産に使用している。

#### 評価
Gin Lab Japanは2023年10月時点のYASOを「押しも押されぬジャパニーズクラフトジンのブランド」と評しており、2021年現在、300 – 400本限定のジンを販売すると数分で完売になるほどの人気だという。
朝日新聞はYASOの味わいを「大麦やじゃがいもを原料のベースとする通常のジンと比べ、植物由来のさわやかな香りとすっきりとした飲み口が特徴」と評している。

#### 受賞歴
| 年     | 競技会           | 商品名                                    | 賞                  |
| ------ | ---------------- | ----------------------------------------- | ------------------- |
| 2022年 | TWSC             | YASO GIN 2022                             | 金賞                |
|        | TWSC             | YASO GIN 100                              | 金賞                |
|        | IWSC             | THE HERBALIST YASO Absinthe Prototype 03  | 金賞                |
| 2023年 | TWSC             | THE HERBALIST YASO GIN                    | 金賞                |
|        | TWSC             | THE HERBALIST YASO GIN ORANGE             | 金賞                |
| 2024年 | TWSC             | THE HERBALIST YASO GIN ORANGE             | 金賞                |
|        | TWSC             | THE HERBALIST YASO GIN 越後薬草蒸留所限定 | 金賞                |
|        | SFWSC            | THE HERBALIST YASO GIN ORANGE             | ダブルゴールド      |
|        | SFWSC            | THE HERBALIST YASO GIN LEMON              | ゴールド            |
|        | SFWSC            | THE HERBALIST YASO Absinthe prototype03   | ダブルゴールド      |
|        | World Gin Awards | THE HERBALIST YASO GIN ORANGE             | Country Winner Gold |
|        | World Gin Awards | THE HERBALIST YASO GIN 越後薬草蒸留所限定 | Gold                |